# Democrazia Liberale (Italia)
La Democrazia Liberale è stato un gruppo parlamentare attivo in Italia tra il 1920 e il 1924, costituito dagli eredi della Sinistra storica vicini a Giovanni Giolitti.

## Storia
In seguito alle elezioni del 1913 e all'inaugurazione della XXIV legislatura all'interno della compagine liberale, gli eredi della Sinistra storica seguaci di Giovanni Giolitti costituirono in parlamento il gruppo della "Sinistra liberale-democratica", che così come gli altri raggruppamenti, a partire dal 1914 iniziò a ricevere riconoscimenti formali alla Camera dei deputati. Con le elezioni del 1919 e con l'introduzione ufficiale dei gruppi parlamentari l'anno successivo, nel 1920 alla Camera si formò ufficialmente il gruppo della Democrazia Liberale, costituito da 91 deputati principalmente filogiolittiani, ma anche filonittiani, nonostante il presidente del Consiglio Francesco Saverio Nitti sedesse nel gruppo misto. Nel febbraio del 1920 il gruppo di dotò di un "programma d'azione", riprendendo i propositi esposti da Giovanni Giolitti nel discorso di Dronero.
In vista delle elezioni del 1921 la Democrazia Liberale partecipò al "Congresso delle Forze Liberali e Democratiche" nel tentativo di organizzare l'azione unitaria dei partiti costituzionali. Le elezioni videro il parziale successo delle liste liberali (tra cui i blocchi nazionali) e la formazione alla Camera del gruppo della Democrazia Liberale, costituito da 79 deputati tra cui Giovanni Giolitti e Vittorio Emanuele Orlando. All'interno della Democrazia Liberale si formarono così due tendenze, una favorevole alla fusione con il gruppo Liberale Democratico (la destra filosalandrina) e l'altra per la fusione con la Democrazia Sociale e il Partito Socialista Riformista Italiano. Dopo un periodo di forti interscambi tra i gruppi, il 26 novembre 1921 la Democrazia Liberale si fuse alla Camera con la Democrazia Sociale dando così vita al gruppo della Democrazia, costituito da ben 144 deputati. Analogamente al Senato fu costituita l'"Unione democratica fra i senatori", che contava 118 senatori della Democrazia Liberale e 37 della Democrazia Sociale.
A causa della costituzione del Partito della Democrazia Sociale e dell'abilità politica di Nitti, contrario alle posizioni fusioniste, nell'aprile 1922 dal gruppo della Democrazia si scisse portando alla ricostituzione del gruppo della Democrazia Sociale e della Democrazia Liberale, e alla formazione del gruppo Democratico Italiano filoniattiano. Mentre Giolitti e Orlando continuarono a operare nel gruppo della Democrazia, la Democrazia Liberale fu ricostituita da Giuseppe de Nava e alcuni importanti industriali dell'Italia settentrionale come Guido Donegani, Giono Jacopo Olivetti e Giambattista Miliani. Il gruppo fu poi sciolto nel 1924 con la fine della XXVI legislatura.